# Cilla Benkö
Cilla Benkö (21 de febrer de 1964) és una periodista sueca. Des de 2012 és la directora general de Sveriges Radio, la ràdio pública sueca, on ha treballat durant més de vint anys. Va iniciar-s'hi com a redactora esportiva, si bé posteriorment es va traslladar al departament d'economia. També va treballar per a la televisió sueca com a freelance des de Nova York i va ser cap del departament d'Informatius Aktuellt. Des de 2010, és una dels onze membres de l'Operating Eurovision and Euroradio.
Al desembre de 2023 fou escollida vicepresidenta de la Unió Europea de Radiodifusió (UER), en la Asamblea General de la UER celebrada a Ginebral, substituint en el càrrec Petr Dvořák, exdirector general de la televisió txeca.